# Рік (Іран)
Рік (перс. ريك) — село в Ірані, у дегестані Тула-Руд, в Центральному бахші, шагрестані Талеш остану Ґілян. За даними перепису 2006 року, його населення становило 1565 осіб, що проживали у складі 336 сімей.

## Клімат
Середня річна температура становить 13,32°C, середня максимальна – 27,07°C, а середня мінімальна – -0,38°C. Середня річна кількість опадів – 665 мм.
| Клімат поселення                              | Клімат поселення | Клімат поселення | Клімат поселення | Клімат поселення | Клімат поселення | Клімат поселення | Клімат поселення | Клімат поселення | Клімат поселення | Клімат поселення | Клімат поселення | Клімат поселення | Клімат поселення |
| Показник                                      | Січ.             | Лют.             | Бер.             | Квіт.            | Трав.            | Черв.            | Лип.             | Серп.            | Вер.             | Жовт.            | Лист.            | Груд.            |                  |
| Середній максимум, °C                         | 10,41            | 10,28            | 11,90            | 16,19            | 20,14            | 25,07            | 27,07            | 26,85            | 22,19            | 19,67            | 15,24            | 11,44            |                  |
| Середня температура, °C                       | 5,08             | 4,95             | 6,57             | 10,86            | 14,82            | 19,74            | 22,98            | 22,74            | 18,09            | 15,57            | 11,14            | 7,34             |                  |
| Середній мінімум, °C                          | −0,25            | −0,38            | 1,24             | 5,52             | 9,49             | 14,42            | 18,88            | 18,65            | 14,00            | 11,48            | 7,04             | 3,24             |                  |
| Норма опадів, мм                              | 58               | 52               | 64               | 58               | 43               | 26               | 11               | 27               | 66               | 103              | 74               | 83               |                  |
| Середньомісячна швидкість вітру, м/с          | 2.22             | 2.40             | 2.40             | 2.42             | 2.23             | 2.29             | 2.58             | 2.38             | 2.02             | 2.01             | 2.02             | 2.00             |                  |
| Середньомісячна сонячна радіація, кДж/м²·день | 6885             | 9258             | 11354            | 15835            | 19826            | 22448            | 23470            | 19989            | 16296            | 11065            | 8453             | 6523             |                  |
| --------------------------------------------- | ---------------- | ---------------- | ---------------- | ---------------- | ---------------- | ---------------- | ---------------- | ---------------- | ---------------- | ---------------- | ---------------- | ---------------- | ---------------- |
| Джерело:                                      |                  |                  |                  |                  |                  |                  |                  |                  |                  |                  |                  |                  |                  |